# Guanosina monofosfato

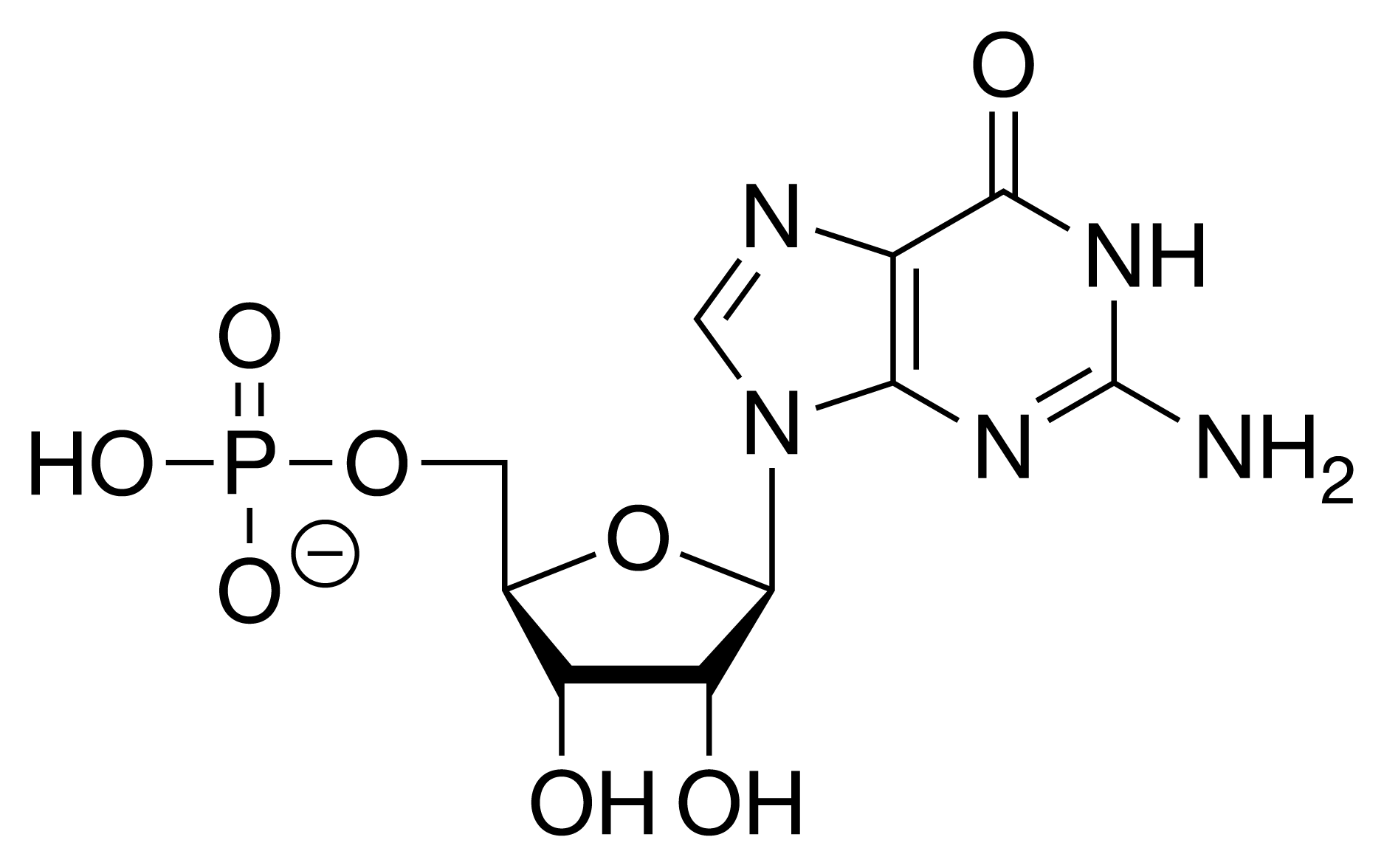
Struttura chimica del guanosinmonofosfato deprotonato.

Il guanosina monofosfato, noto anche come acido 5'-guanidilico o acido guanidilico ed abbreviato come GMP, è un nucleotide presente nell'RNA.
Chimicamente è un estere dell'acido fosforico con il nucleoside guanosina.
Il GMP è composto da un fosfato, da uno zucchero pentoso (un ribosio) e dalla base azotata guanina.
Un suo sale, il guanilato di disodio (E627), è un additivo alimentare utilizzato come esaltatore di sapidità per il suo gusto intenso.